# Marianne Eriksdotter av Sverige
Marianne Eriksdotter av Sverige, 1200-talet, kallad Mariana och Marina, var en svensk prinsessa och furstinna av Pommern. Hon var dotter till kung Erik Knutsson av Sverige och Rikissa av Danmark. Hon gifte sig med furst Barnim I av Pommern.